# زمردماهی پرتوپولکی
زمردماهی پرتوپولکی (نام علمی: Acantholabrus palloni) نام یک گونه از خانواده زمردماهیان است.